# パウサニアス (将軍)
パウサニアス（希：Παυσάνιας、ラテン文字転記：Pausanias、? - 紀元前470年）は、スパルタの王族、将軍である。

## 略歴・人物
パウサニアスはアナクサンドリデス2世の子クレオンブロトスの子で、レオニダス1世の甥に当たる。パウサニアスの子プレイストアナクスはプレイスタルコス（レオニダスの子）の後を継いでスパルタ王になった。また、パウサニアスは幼いプレイタルコスの後見人を務めもした。
紀元前479年、パウサニアスはギリシア連合軍を率いて第二次ペルシア戦争のプラタイアの戦いでマルドニオス率いるペルシア軍を破った。
翌年、パウサニアスはビュザンティオンを落とし、ビュザンティオンをペルシアの勢力圏から切り離した（ビュザンティオン包囲戦）。戦いの後、彼は戦いで捕えたペルシア王クセルクセス1世の親族を脱獄したと見せかけて密かに送り返し、それと同時にペルシア王に書状を送った。その中で彼は、クセルクセス1世の娘を娶って婚姻関係を結びたいと申し出、そうすればギリシアをペルシアの支配下に置くと約束し、ついてはそのためにペルシア王に忠実な臣下を小アジア沿岸に派遣するよう求めた。これに対してペルシア王はアルタバゾスを送り、ダスキュレイオン（ヘレスポントス・フリュギア）の太守とした。しかし、この目論見は露見し、また、ビュザンティオンを落とした後のパウサニアスの僭主的な言動は同盟諸国の顰蹙を買い、同盟諸国はアテナイになびいたことによってパウサニアスは告訴された。この時彼はスパルタには帰らずにトロイア地方のコロナイに居を定めたが、スパルタから召喚状が来たので帰国し、裁判にかけられた。この時彼は死刑を求刑されたが、罰金刑で済んだ。
その後、またもやパウサニアスはペルシアとの内通があったことが発覚し、スパルタ当局に逮捕されそうになった。身の危険を感じた彼は先んじてアテナの神殿に逃げ込み、難を逃れようとした。そこで監督官たちは神殿にパウサニアスを閉じ込め、餓死させようとした。後になって彼が運び出された時には既に虫の息であり、すぐに死んだ。
ただし、20世紀になってからドイツの歴史学者からパウサニアスとクセルクセス1世の行動日程の差から以上の通説に懐疑説が提議され、現在ではペルシャ人捕虜の優遇やペルシャ帝国文化かぶれは否定できないものの｢行動日程的に本格的な内通はほぼ不可能｣｢王族による独裁権力の確立やペルシャ文化の輸入を危惧した国内反対派による冤罪｣との説も有力になっている。

## 註
1. ↑  トゥキュディデス, I. 94-95
2. ↑  ibid, I. 128
3. ↑  コルネリウス・ネポス, 「パウサニアス」, 2
4. ↑  トゥキュディデス, I. 129
5. ↑  ibid, I. 1131
6. ↑  ibid, I. 133-134